# Iran ai Giochi della XXI Olimpiade
L'Iran partecipò ai Giochi della XXI Olimpiade che si sono svolti a Montréal dal 17 luglio al 1º agosto 1976, con una delegazione di 84 atleti impegnati in 9 discipline per un totale di 50 competizioni. Portabandiera alla cerimonia d'apertura fu il lottatore Moslem Eskandar-Filabi, alla sua terza Olimpiade.
Fu la nona partecipazione di questo paese ai Giochi estivi. Il bottino fu di una medaglia d'argento e una di bronzo.

## Medaglie
| Medaglia | Nome             | Sport             | Evento       |
| -------- | ---------------- | ----------------- | ------------ |
| Argento  | Mansour Barzegar | Lotta libera      | fino a 74 kg |
| Bronzo   | Mohammad Nassiri | Sollevamento pesi | fino a 52 kg |

## Risultati

### Pallanuoto
| Atleta | Classifica |                 |
| --- | --- | --------------- |
| V · D · M Nazionale maschile iraniana di pallanuoto · Giochi olimpici - Montréal 1976 Abdul Mohammadian • Tavakoli • Shonjani • Paidayesh • Mohammadi • Tavakoli • Firouzpour • Parchami-Araghi • Nassim • Majdpour • Yaghoti · CT : - | 12° |                 |
| Nazionale maschile iraniana di pallanuoto · Giochi olimpici - Montréal 1976 | |                 |
| Abdul Mohammadian • Tavakoli • Shonjani • Paidayesh • Mohammadi • Tavakoli • Firouzpour • Parchami-Araghi • Nassim • Majdpour • Yaghoti · CT: -                                                                                        | Abdul Mohammadian • Tavakoli • Shonjani • Paidayesh • Mohammadi • Tavakoli • Firouzpour • Parchami-Araghi • Nassim • Majdpour • Yaghoti · CT: - | Iran (bandiera) |